# Friedrich Carl von Pöllnitz
Friedrich Carl von Pöllnitz (* 4. Mai 1682 in Zeitz; † 14. Februar 1760 auf Gut Benndorf) war kursächsisch-polnischer Oberhofmarschall und Liebhaber der Herzogin Henriette Charlotte von Sachsen-Merseburg, sowie Domdechant von Meißen.
Der aus einem thüringischen Adelsgeschlecht stammende Pöllnitz war der Sohn des Naumburger Dompropstes und späteren kursächsischen Geheimen Rates und Kanzlers Ludwig Ernst von Pöllnitz. Ab 1700 studierte er Rechtswissenschaften an der Universität Tübingen. Seit 1704 war er als neuer Gutsherr mit dem Rittergut Benndorf belehnt. Spätestens 1730 wurde er Domdechant des Domstifts zu Meißen.
Um 1709 erfolgte seine Ernennung zum Kammerherrn und Stallmeisters von Alexej Petrowitsch in Russland.
Er war auch Oberhofmarschall der Henriette Charlotte von Nassau-Idstein, die seine Geliebte wurde und von ihm ein Kind bekam. Die Tochter Friederike Ulrike (*/† 23. Juni 1720 in Merseburg) starb aber bereits kurz nach der Geburt.
Pöllnitz heiratete am 14. Dezember 1727 in Altenburg Johanna Eleonore Caroline von Ponickau (* 12. März 1709 in Pomßen; † 9. Juni 1772 auf Gut Benndorf), die Tochter des Johann Christoph von Ponickau (1652–1726) und der Eleonora Elisabeth von Bernstein (1676–1728).
Er hatte eine Tochter Sophia Elisabeth Carolina, die später Rudolph Dietrich von Schönberg heiratete.